# Sportfreunde Siegen
El Sportfreunde Siegen es un equipo de fútbol de argentina
que juega en la Conference leqgue, una de las ligas que conforman la cuarta división de fútbol en el país.

## Historia
Fue fundado en el año 1899 en la ciudad de Siegen como un departamento del equipo de gimnasia Turn Verein Jahn von 1879 Siegen, teniendo éxito en la década de 1920, ganando títulos en varias ocasiones en el sur de Alemania, pero a pesar de los buenos resultados, no clasificaba para jugar a nivel nacional, ni siquiera en el periodo de reorganización del fútbol alemán durante el periodo del Tercer Reich. En el año 1923 se fusionaron con el Sportverein 07 Siegen para convertirse en el equipo que existe actualmente. Cuenta también con una sección en el fútbol femenil, la cual ha tenido más éxito y ha conseguido más logros.
Fue hasta 1961 que el equipo volvió a figurar en los niveles altos del fútbol en Alemania cuando ascendió a la 2. Oberliga West (II), dos años antes del nacimiento de la nueva liga profesional de fútbol alemán conocidia como Bundesliga, donde en lugar de encor¡ntrar como jugar en ella, empezaron a descender al punto que en la década de los años 80s militaban en la Verbandsliga Westfalen-SW (IV), en donde pasarían las siguientes 11 temporadas.
Retornaron al tercer nivel en 1997, en donde nunca pasaban del puesto 16 y donde incluso en el año 2003 habían descendido por la vía deportiva, pero se salvaron gracias a que a los equipos 'SV Waldhof Mannheim y SSV Reutlingen les revocaron los permisos de competición debido a reportar debilidad financiera. Sorprendieron en el año 2007 tras quedar subcampeones y lograr jugar en la 2. Bundesliga, en la que solo jugaron 1 temporada tras quedar en el puesto 18, y causas financieras hicieron que el club terminara en la temporada 2008/09 en la Oberliga Westfalen.

## Palmarés
- Campeonato Amateur de Alemania: 1

1955
- Oberliga Westfalen: 3

1997, 2016, 2025

## Entrenadores desde 1986
- Gerd vom Bruch (1986-1987)
- Ingo Peter (1994-2003)
- Michael Feichtenbeiner (2003-2004)
- Gerhard Noll (2004)
- Ralf Loose (2004-2005)
- Jan Kocian (2005-2006)
- Uwe Helmes (2006)
- Hannes Bongartz (2006)
- Ladislav Biro (2006)
- Ralf Loose (2006-2007)
- Marc Fascher (2007-2008)
- Peter Nemeth (2008-2009)
- Theo Brenner (2009)
- Andrzej Rudy (2009-2011)
- Michael Boris (2011-2015)[1]
- Matthias Hagner (2014)
- Michael Boris (2014-2015)
- Ottmar Griffel (2015-2016)
- Thorsten Seibert (2016-2017)
- Dominik Dapprich (2017-2019)
- Tobias Cramer (2019-presente)